# 9K111 Fagot
9K111 Fagot (kod NATO: AT-4 Spigot) – radziecki system przeciwpancernych pocisków kierowanych.

## Historia
Zestaw 9K111 składający się z wyrzutni 9P135, pocisku 9M111 Fagot, wskaźnika zakłóceń świetlnych 9S469 został opracowany przez Zakłady Mechaniczne Tuła w latach sześćdziesiątych jako przeciwpancerny pocisk kierowany drugiej generacji. Został przystosowany do odpalania pocisków z wyrzutni przenośnych jak i montowanych na pojazdach tzw. "niszczycielach czołgów". Konstrukcja jest zbliżona do tej zastosowanej w pociskach HOT/Milan. Fagot wszedł do służby w 1970.
Opracowano następnie nieco ulepszony pocisk 9M111-1 oraz zmodyfikowany 9M111M Fagot-M (zestaw nazywany także Faktoria), w którym zwiększono nieco zasięg lotu i ulepszono głowicę, zwiększając przebijalność pancerza  do 460 mm (wbrew informacjom z niektórych publikacji, nie zastosowano w nim głowicy tandemowej z uwagi na ograniczenia geometryczne pocisku, a także opracowanie nowych zestawów).

## Zastosowanie
Przenośny zestaw przeciwpancerny 9K111 z półautomatycznym układem kierowania jest przeznaczony do zwalczania nieruchomych i ruchomych poruszających się w dowolnym kierunku z prędkością do 60 km/h czołgów i innych pojazdów opancerzonych znajdujących się na odległości od 70 do 2000m.
Za pomocą zestawu można również skutecznie razić lekkie umocnienia polowe i punkty ogniowe przeciwnika.
Pocisk 9M111 Fagot znajdował się także na uzbrojeniu Wojska Polskiego.

## Dane taktyczno-techniczne
- Waga modułu nr 1 (sama wyrzutnia): 22 kg
- Waga modułu nr 2 (2 pociski): 26 kg
- Waga pojedynczego pocisku: 13 kg (9M111-2), 13,2 (9M111M)
- Waga wyrzutni (brutto): 45 kg
- Waga 2 pocisków (brutto): 57 kg

- Kaliber: 120 mm (pociski 9M111-2 oraz 9M111M)
- Średnia prędkość lotu: 186 m/s (9M111-2), 173 m/s (9M111M)
- Średnia prędkość obrotowa: 10 obrotów/s

- Grubość przebijanego pancerza pod kątem 60 stopni:[3]
  - 200 mm (9M111 i 9M111-2)
  - 230 mm (9M111M)

- Grubość przebijanego pancerza pod kątem 90 stopni:[3]
  - 400 mm (9M111 i 9M111-2)
  - 460 mm (9M111M)

- Rozpiętość płatów pocisku: 369 mm

- Powiększenie: 10x

- Zasięg (minimalny-maksymalny):
  - 70-2000 m (9M111, 9M111-2)
  - 75-2500 m (9M111M)

- Wymiary pocisku: 150x205x1098 mm
- Wymiary wyrzutni w położeniu bojowym: 1090x770x670 mm
- Wymiary wyrzutni w położeniu marszowym: 670x450x405 mm

- Szybkostrzelność teoretyczna: 3 strzały na minutę

- Kąt ostrzału pionowego: + – 20 stopni
- Kąt ostrzału poziomego: 360 stopni
- Pole widzenia przez przyrząd 9Sz119: 5 stopni

- Układ kierowania pociskiem: półautomatyczny z przewodowym przesyłaniem sygnałów

- Jednostka ognia: 8